# Josep Maria Abarca
Josep Maria Abarca Platas (n. Barcelona, 19 de junio de 1974) es un deportista español, en la disciplina de waterpolo. Jugó con la selección española que ganó la medalla de oro en los Juegos Olímpicos de Atlanta 1996. 

## Clubes
- Club Natació Catalunya (1991-2004, 2011) ( España)
- Club Natació Sant Andreu (2004-2010) ( España)

## Títulos
Con sus clubs
- Campeón de la Liga Nacional Española: 1992, 1993, 1994, 1998
- Campeón de la Recopa de Europa de Clubs: 1992
- Campeón de la Copa del Rey: 1992, 1994, 1997
- Supercopa de Europa de Clubs: 1992, 1995
- Campeón de la Copa de Europa de Clubs: 1995

Con la selección española
- Campeón olímpico en las Juegos Olímpicos de Atlanta (1996)

## Participaciones en Copas del Mundo
- Juegos Olímpicos de Atlanta 1996